# القمعة (الشحر)

'

تعديل مصدري - تعديل

القمعة هي إحدى قرى عزلة الشحر بمديرية الشحر التابعة لمحافظة حضرموت، بلغ تعداد سكانها 463 نسمة حسب تعداد اليمن لعام 2004.